# Podarcis carbonelli
Podarcis carbonelli là một loài thằn lằn trong họ Lacertidae. Loài này được Perez Mellado mô tả khoa học đầu tiên năm 1981.
Đây là loài đặc hữu Tây Ban Nha và Bồ Đào Nha. Loài thằn lằn này đạt tổng chiều dài (kể cả đuôi) là 20 cm, và thức ăn chủ yếu chúng là động vật không xương sống nhỏ như côn trùng, nhện, và ốc sên. Môi trường sống tự nhiên của chúng là rừng bờ biển cát ôn đới. Chúng bị đe doạ mất môi trường sống.